# Ranger's Apprentice
Rangers: Ordem dos Arqueiros (título original: Ranger's Apprentice) é uma série de doze (12) livros de fantasia do escritor australiano John Flanagan. O primeiro livro denominado Ruínas de Gorlan foi lançado na Austrália em novembro de 2004 e nos Estados Unidos em junho de 2005. Até então, doze livros foram lançados na Austrália, Nova Zelândia e outros países incluindo os Estados Unidos, a Grã-Bretanha e o Brasil. A série segue as aventuras de Will, um órfão que se torna aprendiz de arqueiro, pois deseja servir ao reino de Araluen. Seu mentor é o experiente e respeitado arqueiro de Redmont, Halt. A série já vendeu mais de 8,5 milhões de cópias em todo o mundo.

## Os livros publicados no Brasil

### Livro 1 Ruínas de Gorlan
Durante a vida inteira, o pequeno e frágil Will sonhou em ser um forte e bravo guerreiro, como o pai, que ele nunca conheceu e apenas sonha com ele, assim sendo criado como protegido do castelo junto com outras quatro crianças que perderam seus pais. No dia da escolha de aprendizes, Will foi rejeitado pela escola de guerra, e fica totalmente arrasado com a notícia. Mas a sua curiosidade aparece quando o misterioso arqueiro de Redmont entrega uma carta à respeito dele para o Barão.Como era de se esperar, Will decide que irá descobrir o conteúdo da carta a qualquer preço. Logo, demonstra as suas jovens habilidades ao atravessar campos abertos, passar pela guarda do castelo sem ser visto e escalar a torre até o escritório do barão (onde está a carta). Mas, ao tentar pegá-la, é surpreendido pelo arqueiro, que não pela primeira vez, nota as incríveis habilidades do jovem. E então, sua vida tomou um rumo inesperado: ele se tornou o aprendiz de Halt, o arqueiro, que muitos acreditam ter habilidades que só podem ser resultado de alguma feitiçaria. Relutante, Will aprendeu a sentir um certo afeto por Halt e a usar as armas secretas dos arqueiros: o arco, a flecha, um pequeno arsenal de facas, uma capa manchada e um pequeno pônei muito teimoso.
Podem não ser a espada e o cavalo que ele desejava, mas foi com eles que Will, Halt e Gilan (antigo aprendiz de Halt) partiram em uma perigosa missão: matar as criaturas chamadas Kalkaras (que tem a aparência parecida com o resultado da mistura de um urso com macaco, dentes muitos afiados e com olhar capaz de hipnotizar seus atacantes que, não conseguindo agir, apenas sentiam o medo sem poder fazem nada para se salvar). Essa será uma viagem de descobertas e aventuras fantásticas, na qual Will aprenderá que as armas dos arqueiros são muito mais valiosas do que ele imaginava. Morgarath, Senhor das Montanhas da Chuva e da Noite, está decidido a apoderar-se do trono de Araluen custe o que custar. Will e seu mestre, Halt, são incumbidos da delicada missão de evitar o assassinato do Rei Duncan e vêem-se envolvidos numa perigosa batalha que ultrapassa tudo que Will pudesse ter imaginado. É então que ele descobre a verdadeira natureza de um arqueiro e reconhece o seu inestimável valor...

### Livro 2 Ponte em chamas
Nos últimos quinze anos, o temível Morgarath conseguiu reunir um enorme exército de criaturas implacáveis, os Wargals. Eles não temem nenhum inimigo e são controlados mentalmente pelo próprio Morgarath, o Senhor da Chuva e da Noite.
Pego de surpresa, o reino de Araluen se vê diante de uma guerra. Enviado em uma missão perigosa para impedir o confronto, o jovem arqueiro Will parte acompanhado do grande amigo e espadachim Horace e o do habilidoso Gilan. Os três guerreiros contarão também com a inusitada ajuda da misteriosa e bela criada Evalyn Wheeler. Nessa jornada, Will colocará à prova todos os ensinamentos de coragem e aptidão transmitidos pelo seu mestre, o famoso arqueiro Halt mas o que o jovem não imagina é que ficará frente a frente com o tenebroso Morgarath e que poderá ser o responsável por mudar o rumo da iminente batalha. Será mais um teste de coragem e determinação, em que Will terá de provar seu valor.

### Livro 3 Terra do Gelo
Após a dura batalha com Lorde Morgarath, Will e a recém aliada Evanlyn são capturados e levados para a Terra do Gelo, Escandinávia. Halt promete fazer tudo para resgatar o seu jovem aprendiz - até mesmo desafiar o seu próprio Rei! Como consequência, é expulso de Araluen durante um ano e da corporação de arqueiros, Mas Halt não desiste do seu propósito e, juntamente com Horace que recebe autorização para ir com Halt, inicia uma longa e difícil viagem até Escandinávia para salvar Will. Pelo caminho, deparam-se com ladrões astutos e mercenários cruéis, e a fama destes dois audaciosos cavaleiros começa a espalhar-se e a atrair a atenção de cada vez mais potenciais inimigos. Conseguirão eles cumprir o objetivo da sua viagem?

### Livro 4 Folha de Carvalho
```
A Chegada da primavera começa a derreter a grossa camada de neve do inverno escandinavo. 
```

Depois de semanas de muito frio e comida escassa, Will vislumbra a primeira chance de continuar com sua fuga.   
Quando Will parte em busca de uma jovem princesa, reencontra Halt e Horace.
Juntos, eles descobrem os planos dos Temujai, um povo guerreiro das estepes do leste, que havia reunido um poderoso exército
invasor no intuito de dominar a Escandinávia. Halt percebe que a invasão do reino gelado representa somente o inicio da investida
dos Temujai, que, certamente, logo se lançariam contra Araluen.
Por isso, ele decide oferecer ajuda aos Escandinavos.
Assim, resgatar Evanlyn passa apenas a ser o primeiro desafio no caminho de Will.
O segundo, muito mais doloroso e imprevisível, será lutar lado a lado com os Escandinavos, o povo que o escravizou, a fim de impedir
a ascensão de um inimigo comum.
Seria Ragnak, líder do povo Escandinavo, capaz de deixar seu ódio de lado e aceitar o auxílio de arqueiros araluenses?
Quais consequências uma aliança como essa pode trazer?

### Livro 5 Feiticeiro do Norte
Depois de vários anos de dedicação e inúmeros perigos, Will conclui seu aprendizado e se torna, finalmente, um arqueiro. Sua primeira tarefa sem a supervisão de Halt é assumir o posto de guardião do feudo de Seacliff, uma ilha localizada num setor tranquilo do reino. É o trabalho ideal para um arqueiro recém-formado. Entretanto, diferente do que se poderia imaginar, a estada de Will em Seacliff não será nem um pouco tediosa. Will recebe a visita de uma velha amiga, Alyss, que lhe fala sobre a misteriosa doença de lorde Syron, o senhor do castelo de Macindaw, no extremo norte. Ela conta que a população local está aterrorizada com os rumores de que um terrível feiticeiro é o responsável pelo mal do lorde. Então, uma difícil tarefa é dada a Will - descobrir a verdade. Para realizá-la, ele parte rumo à floresta Grimsdell, onde é assombrado por vozes sinistras e pelo assustador Guerreiro da Noite. Esses acontecimentos o fazem pensar se há explicação racional para aquilo... ou se feitiçaria existe de fato. Sem saber em quem confiar em meio a tantas superstições, boatos e inexplicáveis aparições, Will pode contar apenas com seu treinamento, suas habilidades e a inteligência para sobreviver. Mas talvez isso não seja o bastante...

### Livro 6 Cerco à Macindaw
Mesmo conseguindo salvar a vida de Orman, herdeiro do trono de Macindaw, Will ainda está longe de cumprir sua primeira missão como arqueiro de Araluen. Afinal, o castelo se encontra sob o domínio de Keren, cavaleiro renegado que mantém Alyss como prisioneira. Nem um pouco disposto a fracassar, Will põe em prática um plano para retomar o reino de Macindaw e devolvê-lo a seu legítimo senhor. Sua estratégia tem início com a contratação de um improvável "exército invasor", formado por piratas escandinavos sobreviventes de um naufrágio. Como se a tarefa do jovem arqueiro já não fosse complicada e perigosa o bastante, a situação fica ainda pior quando uma sinistra aliança é descoberta. Uma trama secreta que almeja resultados tão grandiosos quanto terríveis, com consequências que podem chegar até Araluen. Com tantas vidas dependendo de seu sucesso e tendo o tempo como um inimigo implacável, Will parte para uma batalha que talvez não possa vencer. Sua esperança e seu espírito, entretanto, estão mais fortes do que nunca. Principalmente após o inesperado retorno de um certo Cavaleiro da Folha de Carvalho...

### Livro 7 Resgate de Erak
Existe uma passagem do treinamento de Will Tratado que falta ser contada. Uma aventura que se passa antes dos eventos mostrados nos volumes 5 e 6. Quando Erak, o oberjarl da Escandinávia, decide liderar seus homens em um saque à pequena cidade mercantil de Al Shabah, ele não imagina o desfecho dessa empreitada. Depois de uma invasão surpreendentemente fácil, o líder escandinavo acaba prisioneiro de um grupo de guerreiros do povo arridi. Svengal, homem de confiança do escandinavo, pede ajuda aos araluenses. Por conta da dívida de honra que tem com o oberjarl, o rei Duncan se vê obrigado a enviar a princesa Cassandra como representante da família real para efetuar o pagamento do resgate e garantir a liberdade de Erak. Preocupado com a segurança da filha, Duncan convoca Halt, Will,Horace e Gilan para acompanhá-la e protegê-la durante a missão. Tem início uma jornada onde o perigo espreita atrás de cada pedra do caminho. Uma verdadeira provação para Will e seus companheiros, que fica ainda mais arriscada quando o grupo é castigado por uma tempestade de areia que carrega rumores de uma grande traição.

### Livro 8 Reis de Clonmel
É um raro momento de folga para Will e os outros arqueiros. Todos haviam deixado seus postos, por alguns dias, para participar da Reunião Anual dos Arqueiros. Uma oportunidade de reencontrar os amigos e compartilhar histórias de aventuras. Distante de tudo isso, Halt está na costa oeste, longe de Will,a fim investigar um mal que floresce na região, uma terrível seita religiosa formada por um infame grupo de malfeitores conhecido como ‘os forasteiros’. Halt descobre que a influência do culto maligno já chega a cinco dos seis reinos que formam a Hibernia. Apenas o reino de Clonmel se coloca entre os forasteiros e o domínio de todo o território hiberniano. Agora, cabe a Will, Halt e Horace lutar em defesa da liberdade de Clonmel e destruir as pretensões da seita. Em meio ao conflito, segredos serão revelados e Halt precisará encarar alguns fantasmas de seu passado. Um confronto que pode se mostrar ainda mais difícil do que a batalha por Clonmel.

### Livro 9 Halt em Perigo
Com muito esforço, Will e seus companheiros conseguiram livrar o reino de Clonmel da terrível influência dos forasteiros. Entretanto, o sangue derramado naquelas terras ainda clama por justiça, pois o bando liderado pelo falso profeta Tennyson escapou para Picta. E não foi uma fuga desordenada. Os forasteiros tinham um destino bem traçado: Araluen. Mas Will, Halt e Horace, determinados a impedir que Tennyson leve suas mentiras para o reino dos arqueiros, estão no encalço do bandido e seus seguidores. Durante a perseguição aos criminosos, o trio araluense descobre que o território de Picta abriga mais perigos do que eles imaginavam… Os arqueiros vão precisar de toda sua habilidade e perícia para enfrentar forasteiros, saqueadores e os perigosos assassinos genoveses. Mas é Halt quem enfrentará a prova mais difícil. O mentor de Will lutará contra um inimigo invisível na maior batalha de sua vida. E, talvez, a última… Será?!

### Livro 10 Imperador de Nihon-Ja
Uma importante missão leva Horace à exótica corte de Nihon-Ja, um país distante, com uma cultura muito diferente, totalmente baseada em honra e tradição. E vários meses se passam sem que o cavaleiro envie alguma informação a Araluen. Preocupados, Will, Alyss, e Evanlyn partem em busca de notícias de seu amigo. Em pouco tempo, a verdade vem à tona: alguns inimigos do imperador de Nihon-Ja haviam se rebelado, e Horace decidira ajudar o legítimo líder da nação na luta para derrotar seus arrogantes opositores. O quarteto araluense se reúne e os três recém-chegados decidem se juntar a Horace na defesa do trono do imperador. Mas, para isso terão que realizar uma tarefa quase impossível: transformar camponeses e lenhadores em guerreiros preparados para combater um inimigo poderoso.
Uma gigantesca batalha se aproxima e o destino de todo um povo está nas mãos, na força e na habilidade de Will e seus amigos. Depois de algumas reviravoltas, a saga dos quatro chega ao fim! Mas será um final realmente feliz para Will?

### Livro 11 - As historias perdidas
Todo mundo sabe as lendas do Rangers de Araluen. Mas ninguém ouviu toda a história - até agora.  Será que Halt disse toda a verdade sobre como Will tornou-se um órfão? Será que Gilan rastreou o tenente Morgarath, após a batalha de Três Passos? Está lá para ser um casamento real - ou a tragédia vai atacar primeiro? Inspirado por perguntas e cartas enviadas por seus leitores fiéis, John Flanagan responde a todas as suas perguntas ardentes sobre o mundo do Rangers. Se você quer saber o que se passou antes e o que vem a seguir para Halt Will, Horace e Gilan - para não mencionar um certo pônei teimoso e pequeno - as histórias perdidas é uma leitura imperdível.

### Livro 12 - O Arqueiro do Rei
Desde que sofreu um duro golpe do destino, Will Tratado, agora um celebrado arqueiro do reino de Araluen, não passa de uma sombra do jovem dedicado e corajoso do passado. Cansado, apático e sem vontade de viver, seu isolamento preocupa os amigos.
Para evitar que Will perca o precioso título de Arqueiro do Rei, ele recebe uma nova – e diferente – missão: terá que treinar um aprendiz. Ou melhor, uma aprendiza: ninguém menos que Madelyn, filha de Horace e de lady Cassandra, que agora é a princesa regente de Araluen. Maddie, como é conhecida, embora seja carinhosa e esperta, tem atitudes arrogantes e impetuosas que incomodam seus pais e que podem pôr o reino em perigo no futuro.
Talvez Will não tenha paciência para transmitir as técnicas e estratégias de um bom arqueiro para uma adolescente mimada e rebelde.Ou talvez esse desafio seja uma chance incrível de recomeçar. Afinal, voltar à ação pode ser o remédio que Will precisa para curar suas feridas. Mas, certamente, encarar um perigo real não é a melhor ideia.O que fazer quando não se pode fugir do destino?

### Filme
Em um recente vídeo do canal Random House Books AU, pertencente à editora australiana responsável pelo livro, o autor John Flanagan fala sobre os projetos para o filme, e ele garantiu que o filme está em processo, porém falta um pouco de dinheiro para cumprir a meta de 100 milhões de dólares para o filme, e o esperado é ele sair até 2017

## Livros relacionados

### Rangers: Arqueiro do Rei
Um Novo Começo [tradução livre], originalmente intitulado Arqueiro do Reino, era o décimo segundo e último volume da série Rangers: Ordem dos Arqueiros. Foi lançado, originalmente na Austrália, em 1º de Outubro. Ele foi renomeado para A New Beginning [título original] e se tornou o primeiro livro da série sequencial de Rangers: Ordem dos Arqueiros, intitulada Rangers: Arqueiro do Reino.

#### Rangers:  Arqueiro do Reino - Livro 1 -Um Novo Começo
Nome Original/Ano Lançamento: Rangers: The Royal Ranger - A New Beginning (2013)
Após um duro golpe do destino, Will Tratado, agora celebridade do reino por causa dos seus feitos no passado, passa por uma mudança completa de personalidade se tornando sombrio e pouco amigável. Seus amigos preocupados com ele procuram um jeito de alegrar sua mente fazendo ele ficar ocupado com outra coisa, e a oportunidade surge quando a filha de Horace e Evanlyn (Princesa Cassandra) agora Rainha de Araluen, muito mimada, é muito geniosa e pode acabar se colocando em grande perigo, eles resolvem mandar Madelyn para ser treinada como arqueira do Rei.

#### Rangers:  Arqueiro do Reino - Livro 2 - O Clã Raposa Vermelha [tradução livre]
Nome Original/Ano Lançamento: Rangers: The Royal Ranger - The Red Fox Clan (2018) - O livro ainda não foi trazido para o Brasil
Continuando de onde Rangers:  Arqueiro do Reino - Um Novo Começo parou, esta próxima edição continua o arco da história apresentando a jovem aprendiz Maddie e o aluno que se tornou mestre, Will Treaty. Chegou a hora de a próxima geração assumir o manto e se tornar protetora do reino de Araluen.
Depois de passar na avaliação do terceiro ano como aprendiz de guarda florestal, Maddie é chamada para casa no Castelo Araluen. Forçada a manter seu treinamento de Arqueira em segredo, Maddie se sente presa por seu papel como uma princesa do reino e anseia por encontrar uma saída. Mas há rumores de uma nova ameaça ao reino. O misterioso Clã Raposa Vermelha, um grupo de anarquistas usando máscaras de raposa, ameaçou o Castelo Araluen e questionou a sucessão da Princesa Cassandra e Madelyn ao trono. Eles conseguirão destituir Cassandra e Madelyn e assumir o trono para si?

#### Rangers:  Arqueiro do Reino - Livro 3 - Duelo em Araluen [tradução livre]
Nome Original/Ano Lançamento: Rangers: The Royal Ranger - Duel at Araluen (2019) - O livro ainda não foi trazido para o Brasil
Rei Duncan e Princesa Cassandra estão presos na torre sul do Castelo Araluen e sob ataque quase constante do Clã Raposa Vermelha. Sir Horace e o Comandante, Arqueiro Gilan, estão escondidos em um antigo forte na colina, cercados pelo inimigo. E a aprendiz de Arqueiro, Maddie, é a única que pode salvar a todos.
Com a ajuda de Hal, Thorn e o resto da Irmandade Heron, Maddie terá que tirar seu pai e seus homens do forte da colina, mas eles chegarão ao Castelo Araluen a tempo?

#### Rangers:  Arqueiro do Reino - Livro 4 - O Príncipe Perdido [tradução livre]
Nome Original/Ano Lançamento: Rangers: The Royal Ranger - The Missing Prince (2020) - O livro ainda não foi trazido para o Brasil
Will Treaty e sua aprendiz, Maddie, foram convocados com urgência para o Castelo Araluen. Quando eles chegam, eles descobrem uma verdade chocante: o Príncipe de Gallica está desaparecido - e o Rei de Gallica pediu ajuda. Todos os relatos sugerem que o jovem príncipe foi feito prisioneiro pelo perigoso e poderoso Barão Joubert de Lassigny. O rei Duncan sabe que enviar tropas a Gallica para resgatar o príncipe pode iniciar uma guerra, assim como pode ajudar a Gallica a resolver um condenado interno. Mas há outra maneira de salvar o príncipe: a Corporação de Arqueiros.
Logo, Will e Maddie estão na estrada para resgatar o príncipe desaparecido, disfarçado de pai e filha barões. Maddie terá que usar suas habilidades de lançamento de facas para manter seu disfarce e o treinamento de aprendiz de ranger para completar a missão. Mas disfarçar é perigoso - e a estrada apresenta seus próprios riscos. Ela e Will podem usar todos os seus talentos para salvar o príncipe, ou o arrogante Barão descobrirá seus planos e colocará suas vidas, e seu reino, em risco?

### Rangers: A Origem
Rangers: A Origem é uma série de livros escrita por John Flanagan. É uma pequela da série original Rangers: Ordem dos Arqueiros. A história segue com Halt e Crowley, precedida pelo conto "O Hiberniano" do livro Histórias Perdidas, que vem a ser o 11º volume da série Rangers: Ordem dos Arqueiros.

#### Rangers: A Origem - Livro 1 -O Torneio de Gorlan
Nome Original/Ano Lançamento: Ranger's Apprentice: The Early Years - The Tournament at Gorlan (2015)
Por anos, o astuto barão Morgarath enfraqueceu a Corporação dos Arqueiros, a força especial de elite que atuava como olhos e ouvidos do rei Oswald, de Araluen. Com falsas acusações, o barão tinha conseguido afastar os arqueiros leais ao rei e agora seus aliados ocupavam posições importantes na ordem dos arqueiros. Morgarath também havia convencido o soberano a enviar seu filho, o príncipe Duncan, para um feudo distante com a desculpa de que ele era muito inexperiente. As condições eram perfeitas para o golpe final: Morgarath iria tomar a coroa do rei Oswald. Mas ele não contava com dois jovens arqueiros: Halt e Crowley! Os dois decidiram lutar contra Morgarath para defender o reino. Só que, primeiro, têm que encontrar o príncipe Duncan porque precisam do apoio de um membro da realeza para impedir Morgarath antes que seja tarde demais. O perigoso caminho que eles trilharão os levará até o torneiro anual de Gorlan, onde vão competir em uma série de cruéis duelos. Será que Halt e Crowley conseguirão ganhar o torneiro e reconquistar a confiança do reino ou será que o ardiloso Morgarath os despistará a cada curva?

#### Rangers: A Origem - Livro 2 -A Batalha de Hackham
Nome Original/Ano Lançamento: Ranger's Apprentice: The Early Years - The Battle of Hackham Heath (2016)
O novo livro da série aclamada pela crítica do mundo todo. Da lista dos livros mais vendidos do New York Times. Publicada em mais de 20 países. Rangers: uma leitura imperdível e emocionante do começo ao fim. Sob a tutela do recém-coroado rei Duncan , o reino de Araluen está em paz. Mas por quanto tempo? O ex-barão Morgarath, para escapar do castigo por sua traição, fugiu. Exilado nas Montanhas da Chuva e da Noite, ele reúne um exército de feras selvagens, os Wargals, e planeja um ataque. Qualquer passo em falso pode desencadear uma nova guerra. Os intrépidos arqueiros Halt e Crowley terão que mostrar ao rei Duncan o seu valor como guardiões. E vão enfrentar uma tarefa aparentemente impossível para descobrir os planos de Morgarath e definir o destino de Araluen.

## Personagens Principais

#### Will
Will é um arqueiro, ex-aprendiz do famoso arqueiro Halt, conhecido por ser alegre e curioso. Sua mente também parece saltar de uma ideia a outra, o que lhe rendeu o apelido de Chocho (Borboleta), em sua viagem a Ninhon-jan. Conhecido como um dos melhores arqueiros do Corpo de Arqueiros, suas principais habilidades são de atirador, ótimo em mover sem ser visto e em achar pessoas ocultas. No décimo segundo livro, Halt fala que ele é o melhor e mais capacitado arqueiro que o Corpo de Arqueiros já teve.

#### Horace
Grande amigo de Will, inicialmente zombava impiedosamente deste, mas, após Will ter salvo sua vida, os dois se tornaram melhores amigos. Ingressou na Escola de Guerra, e, em seu segundo ano, após algumas aventuras em Gálica e Escandinávia, já foi formado cavaleiro, sir Horace, Cavaleiro da Folha de Carvalho. Conhecido, posteriormente, como o mais capacitado espadachim de Araluen, casou-se com Cassandra, a princesa regente de Araluen.

#### Halt
Halt é um arqueiro sombrio, habilidoso, sério e sempre usa sua capa camuflada mas que esconde, por dentro, uma boa dose de humor e sensibilidade. Possui habilidades das quais muitos suspeitam que são resultado de alguma feitiçaria. É o mestre de Will e ex-mestre de Gilan.

#### Evalyn/Princesa Cassandra
A Princesa Cassandra, filha do Rei Duncan, é a regente de Araluen. Ao viajar para Céltica, para visitar uma amiga, encontrou com Wargals, bestas controladas por Morgarath, que mataram seus acompanhantes e devastaram a vila, por sorte após algumas semanas encontrou com um grupo de três vijantes (Gilan, Will e Horace), viu que podia confiar neles pois tinha dois arqueiros do rei lá. Mas assumiu a identidade de Evalyn, uma de suas criadas. Após, queimar uma ponte que seria importante para o sucesso de Morgarath na vingança contra o rei, ela e Will foram pegos por escandinavos e viraram escravos, mas conseguiram escapar.

#### Alyss
Uma velha amiga de Will, aliás muito bonita e inteligente. Amor de infância do Will, também órfã, ingressou no Serviço Diplomático, onde foi treinada por Lady Pauline. É discreta, alta, loira e elegante.

#### Gilan
Arqueiro também treinado por Halt, é o mais habilidoso em se mover sem ser visto. É o único do Corpo de Arqueiros que usa uma espada, pois antes de iniciar seu treinamento como arqueiro, ele foi treinado com o maior mestre espadachim do reino. Ele é filho de Sir David, comandante de guerra real, por isso se tornou um mestre espadachim, assim como o pai.

### Personagens do livro 1

#### Corte
- Rei Ducan
- Princesa Cassandra
- Barão Arald do feudo de Redmont, acolheu e cuidou de crianças órfãos as criado em seu castelo.
- Secretário: Martin.

#### Chefes de oficio
- Lady Pauline: chefe do serviço diplomático em Redmont
- Mestre Chubb: famoso em todo reino por produzir os mais deliciosos banquetes do castelo, também conhecido pelo seu temperamento explosivo onde reprime os erros de seus aprendizes com uma batida
- Sir Rodney: chefe da escola de Guerra
- Ulf: Mestre da Cavalaria, trata e treina os cavalos de batalha do castelo
- Nigel: Mestre escriba
- Velho Bob: Treinador de cavalo dos arqueiros (tecnicamente não considerado um chefe de oficio, porém com habilidades equivalente)
- Halt: arqueiro

#### Orfãos protegidos do reino
- Jenny: se torna cozinheira
- George: se torna advogado
- Alyss: começa a trabalhar para o serviço diplomático
- Will: se torna arqueiro
- Horace: se torna guerreiro

#### Componentes militares
- Sir Karel: cavaleiro
- Bry, Alda e Jerome: veteranos que praticam bullying com Horace
- Lorde Northolt: chefe do exército do antigo rei (antes de Ducan).
- Morgarath: inimigo declarado do reino de Araluen, tem objetivo de tomar a coroa.
- Kalkaras: monstros poderosos e inteligentes a serviço de Morgarath
- Wargals: monstros controlados pela mente de Morgarath

#### Cavalos
Puxão: pônei de Will
Abelard: pônei de Halt
Blaze: pônei de Gilan
Kicker: cavalo de guerra de Horace